# Rheinpark Stadion
Rheinpark Stadion é um estádio localizado em Vaduz, no principado de Liechtenstein. Além da Seleção Liechtensteiniense de Futebol, que usa esse estádio para receber adversários em amistosos e jogos oficiais, ele também serve de casa para a equipe de futebol mais prestigiada do principado, o FC Vaduz. O Rheinpark tem capacidade para 6.127 espectadores sentados, o que lhe garante o prêmio de menor estádio do mundo certificado pela FIFA para partidas internacionais.
Seu custo de construção chegou a 19 milhões de Francos suíços, e ele foi inaugurado oficialmente no dia 31 de julho de 1998, em uma partida entre o FC Vaduz e o 1. FC Kaiserslautern, o campeão da Bundesliga naquela época. O 1. FC Kaiserslautern venceu por 8 a 0. É situado as margens do rio Reno, a apenas alguns metros da fronteira com a Suíça.

## Eventos Importantes do Futebol
- Em julho de 2003, a última rodada do Campeonato Europeu de Futebol Sub-19 aconteceu em Liechtenstein, com as semifinais e a final disputadas no Rheinpark Stadion.

- Em maio de 2010, o estádio foi palco de várias partidas do Campeonato Europeu de Futebol Sub-17 , incluindo a final, que foi disputada ali.

## Outros Eventos além do futebol
- Em 24 de maio de 1999, o estádio serviu como o local de abertura dos 8º Jogos dos Pequenos Estados da Europa, que foram realizados pela primeira vez em Liechtenstein

- Em 18 de Junho de 2007, o músico alemão Herbert Grönemeyer fez um show no Estádio, por ocasião do 75º aniversário do FC Vaduz.

- Em 30 de maio de 2011, o Rheinpark Stadion novamente serviu de palco para a cerimônia de abertura dos 14º Jogos dos Pequenos Estados da Europa, realizados pela segunda vez em Liechtenstein.

- Em 21 de julho de 2012, o estádio serviu de palco para o Eurobowl XXVI, que é a final do futebol americano entre clubes europeus[2]. O Calanda Broncos, da Suíça, derrotou o Vienna Vikings, da Áustria, por 27 a 14.